# 2023 FNS歌謡祭 夏

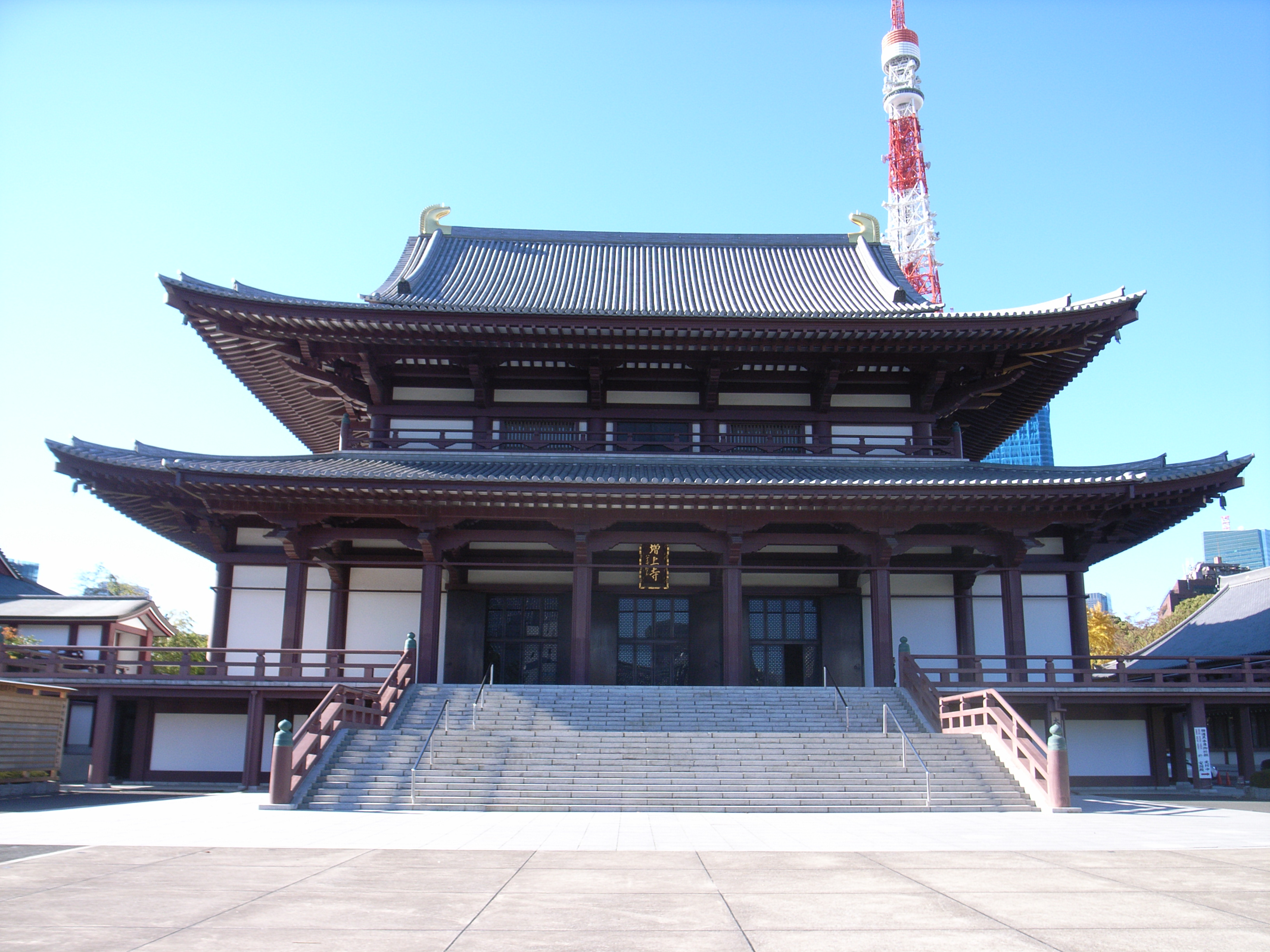
一部の出演アーティストのパフォーマンスが行われた屋外ステージが特設された増上寺大殿（本堂）前

『2023 FNS歌謡祭 夏』（2023 エフエヌエスかようさい なつ）は、フジテレビ系列で2023年7月12日 18:30 - 21:54（JST）に生放送された通算12回目の『FNS歌謡祭 夏』である。通称は『夏のFNS』または『夏の歌謡祭』。

## 概要
2023年6月20日にフジテレビから発表された。総合司会は『2022 FNS歌謡祭 夏』に引き続き、活動休止中の嵐の相葉雅紀と当時のフジテレビアナウンサーの永島優美が務める。
放送時間は前年に引き続き18:30開始そして、終了時間は水曜22時枠ドラマ『ばらかもん』を放送する関係上前年同様21:54終了となる。
平均視聴率は第1部（18:30 - 19:00）が4.4%、第2部（19:00 - 21:54）が8.3%だった（ビデオリサーチ調べ、関東地区・世帯・リアルタイム）。

## 当日のステージ
今回のステージの最多出演者は、なにわ男子であり、4曲に参加している。
今回は、全47曲中15曲がコラボレーション（共演）で披露された。
トップバッターは、DA PUMPが2020年以来の3年ぶりに担当して前年の『2022 FNS歌謡祭 第1夜』に引き続き、ガチャピン・ムックとのコラボレーションで最新曲「サンライズ・ムーン 〜宇宙に行こう〜」を披露した。
番組前半では、なにわ男子が各メンバーが選曲した夏うたメドレーを披露したり、僕が見たかった青空がデビュー曲をテレビ初披露した。また、前年の『2022 FNS歌謡祭 夏』や『2022 FNS歌謡祭』でも行われた出演アーティストがリスペクトする有名アーティストの名曲をカバーで披露する企画が一部の出演アーティストで行われた。
番組中盤では、GENERATIONS from EXILE TRIBEとJO1・PerfumeとNiziUによるそれぞれのダンスユニット同士のコラボレーションでスペシャルメドレーを披露した。
番組後半では、今年デビュー55周年を迎えた和田アキ子が新しい学校のリーダーズとのコラボレーションで「古い日記」と「オトナブルー」のマッシュアップによるスペシャルバージョンのコラボ楽曲に「笑って許して」を含めたスペシャルメドレーで披露された。さらにこのコラボに加えてその後に、FNS初出演となるコムドット・ano、松平健×チョコレートプラネットによる異色コラボレーションメドレーが披露された。
大トリは、今年デビュー20周年を迎えたNEWSが前年に引き続き2年連続で担当してスペシャルメドレーの最後の曲として「weeeek」を披露した。
日向坂46の「Am I ready?」とPerfumeの「Moon」はそれぞれこれがテレビ初披露だった。
ジャニーズ事務所からは20th Century、NEWS、King & Prince、なにわ男子、Travis Japanの5組が出演した。
今回はアイナ・ジ・エンド、新しい学校のリーダーズ、ano、アバンギャルディ、江口洋介、Aimer、&TEAM、ガチャピン・ムック、コムドット、湘南乃風、SUPER BEAVER、チョコレートプラネット、TOMORROW X TOGETHER、豊原江理佳、Travis Japan、NiziU、NewJeans、僕が見たかった青空、松平健、MAN WITH A MISSION、milet、Mrs. GREEN APPLEの22組のアーティストが『FNS歌謡祭 夏』に初出演した。
PUFFYは2016年以来の7年ぶり、平原綾香・和田アキ子は2018年以来の5年ぶり、Perfumeは2020年以来の3年ぶり、AI・King & Prince・DISH//・緑黄色社会は2021年以来の2年ぶりの『FNS歌謡祭 夏』の出演となった。
King & Princeは2人体制で再始動して初の『FNS歌謡祭 夏』の出演となった。

## 出演者

### 司会
- 相葉雅紀（嵐）
- 永島優美（当時：フジテレビアナウンサー）

### 出演アーティスト
- AI
- アイナ・ジ・エンド
- 新しい学校のリーダーズ
- ano
- アバンギャルディ
- 江口洋介
- Aimer
- &TEAM
- ガチャピン・ムック
- King & Prince
- コムドット
- JO1
- GENERATIONS from EXILE TRIBE
- 湘南乃風
- SUPER BEAVER
- SEKAI NO OWARI
- DA PUMP
- チョコレートプラネット
- ディズニー映画『リトル・マーメイド』（豊原江理佳、木村昴）
- DISH//
- 20th Century
- TOMORROW X TOGETHER
- Travis Japan
- なにわ男子
- NiziU
- NewJeans
- NEWS
- PUFFY
- Perfume
- 日向坂46
- 平原綾香
- FANTASTICS from EXILE TRIBE
- 僕が見たかった青空
- 松平健
- MAN WITH A MISSION×milet
- Mrs. GREEN APPLE
- 『ムーラン・ルージュ! ザ・ミュージカル』（平原綾香・井上芳雄）
- 緑黄色社会
- 和田アキ子

### 音楽・演奏
- 武部聡志音楽団

音楽監督&Pf.：武部聡志／演奏：Dr. 村石雅行、Ba. 浜崎賢太、Gt. 遠山哲朗・渡辺裕太、Key. 清水俊也、Cho. 今井マサキ・加藤いづみ・佐々木詩織、MNP. 前田雄吾、Strings. 今野均ストリングス、Brass 竹上良成ホーンズ

## セットリスト
| 順番 | アーティスト                      | 楽曲                                                                          |
| ---- | --------------------------------- | ----------------------------------------------------------------------------- |
| 1    | DA PUMP×ガチャピン・ムック        | サンライズ・ムーン 〜宇宙に行こう〜 (DA PUMP)                                 |
| 2    | NiziU                             | COCONUT                                                                       |
| 3    | Aimer                             | Resonantia                                                                    |
| 4    | FANTASTICS                        | PANORAMA JET                                                                  |
| 5    | JO1                               | NEWSmile                                                                      |
| 6    | 僕が見たかった青空                | 青空について考える                                                            |
| 7    | なにわ男子                        | 夏色 (1998/ゆず)                                                              |
| 8    | なにわ男子                        | 花火 (1999/aiko)                                                              |
| 9    | なにわ男子                        | BANG!BANG!バカンス! (2005/SMAP)                                               |
| 10   | AI×アイナ・ジ・エンド             | 涙のキッス (1992/サザンオールスターズ)                                        |
| 11   | 渋谷龍太(SUPER BEAVER)            | Baby Don't Cry (2007/安室奈美恵)                                              |
| 12   | DISH//                            | WOW WAR TONIGHT〜時には起こせよムーヴメント〜 (1995/H Jungle with t)          |
| 13   | 日向坂46                          | Am I ready?                                                                   |
| 14   | 緑黄色社会                        | サマータイムシンデレラ                                                        |
| 15   | Mrs. GREEN APPLE                  | Magic                                                                         |
| 16   | 木村昴×豊原江理佳                 | アンダー・ザ・シー (1989/サミュエル・E・ライト)                               |
| 17   | 豊原江理佳                        | パート・オブ・ユア・ワールド (1989/ジョディ・ベンソン)                        |
| 18   | &TEAM                             | FIREWORK                                                                      |
| 19   | TOMORROW X TOGETHER               | Sugar Rush Ride                                                               |
| 20   | 江口洋介                          | 愛は愛で（1994）                                                              |
| 21   | 平原綾香×アバンギャルディ         | アイドル (YOASOBI)                                                            |
| 22   | GENERATIONS×JO1                   | Choo Choo TRAIN (1991/ZOO)                                                    |
| 23   | GENERATIONS×JO1                   | Y.M.C.A. (1979/西城秀樹)                                                      |
| 24   | NiziU×Perfume                     | CLAP CLAP (2022/NiziU)                                                        |
| 25   | Perfume×NiziU                     | だいじょばない (2013/Perfume)                                                 |
| 26   | MAN WITH A MISSION×milet          | 絆ノ奇跡                                                                      |
| 27   | milet×MAN WITH A MISSION          | コイコガレ                                                                    |
| 28   | SUPER BEAVER                      | 儚くない                                                                      |
| 29   | 20th Century                      | あなたと                                                                      |
| 30   | SEKAI NO OWARI                    | ターコイズ                                                                    |
| 31   | なにわ男子                        | Poppin' Hoppin' Lovin'                                                        |
| 32   | Travis Japan                      | Candy Kiss                                                                    |
| 33   | 和田アキ子×新しい学校のリーダーズ | 古い日記×オトナブルー Mashup (1974/和田アキ子)・(2020/新しい学校のリーダーズ) |
| 34   | 和田アキ子×新しい学校のリーダーズ | 笑って許して (1970/和田アキ子)                                                |
| 35   | 湘南乃風×コムドット               | 睡蓮花 (2007/湘南乃風)                                                        |
| 36   | PUFFY×ano                         | 愛のしるし (1998/PUFFY)                                                       |
| 37   | PUFFY×ano                         | これが私の生きる道 (1996/PUFFY)                                               |
| 38   | 松平健×チョコレートプラネット     | パンダピラニア                                                                |
| 39   | Aimer                             | 残響散歌 (2022)                                                               |
| 40   | NewJeans                          | Ditto                                                                         |
| 41   | DISH//                            | 沈丁花 (2021)                                                                 |
| 42   | 平原綾香×井上芳雄                 | Your Song                                                                     |
| 43   | AI                                | Life Goes On                                                                  |
| 44   | King & Prince                     | なにもの                                                                      |
| 45   | Perfume                           | Moon                                                                          |
| 46   | NEWS                              | チャンカパーナ (2012)                                                         |
| 47   | NEWS×ALL CAST                     | weeeek (2007)                                                                 |

### VTR
ディズニー名曲・名演集
- 中村倫也&木下晴香「ホール・ニュー・ワールド」（1992/ピーボ・ブライソン&レジーナ・ベル）『2019 FNSうたの夏まつり』より
- 神田沙也加×津田英佑「とびら開けて」（2014）『2014 FNSうたの夏まつり』より
- 三浦大知「星に願いを」（1940/ジミニー・クリケット）『2018 FNSうたの夏まつり』より
- 京本大我（SixTONES）×昆夏美「愛を感じて」（1994/エルトン・ジョン） 『2019 FNSうたの夏まつり』より

## 関連番組
- FNS歌謡祭 ワクワク直前SP

7月7日 0:25 - 0:35、7月8日 0:55 - 1:05、7月9日 1:15 - 1:25、7月11日 0:55 - 1:05、7月12日 0:25 - 0:35の10分ずつ計5回に渡って放送。
出演アーティスト・楽曲・企画など一部のみどころを紹介。
- Love music

7月10日 0:30 - 0:55に放送。
「FNS歌謡祭 夏 直前SP」と題して、過去の『FNS歌謡祭 夏』のコラボ名場面や一部の出演アーティストによるコメント出演でみどころなどを紹介。
当番組司会の永島アナがスタジオ出演しており、相葉は今回は出演しなかった。また、同番組のMCである森高千里も出演しなかった。
- VS魂

当番組の司会を務める相葉雅紀がレギュラー出演しているバラエティ番組。

## スタッフ
- セットデザイン：鈴木賢太
- 美術プロデューサー：三竹寛典
- アートコーディネーター：西嶋友里
- 大道具：浅見大、渡辺桃加
- アクリル装飾：伊藤幸枝
- アートフレーム：石井智之、井滝健治
- 電飾：日下信二、浅野辰也
- 植木装飾：後藤健
- 生花装飾：荒川直史
- 視覚効果：倉谷美奈絵
- 装飾：西村怜子
- メイク：山田かつら
- 楽器：島津哲也、齋藤隆之介
- LED：齋藤淳之介、河本祥太
- スタジオCG：笹生宗慶
- TD／SW：米山和孝
- SW：馬塲義土
- カメラ：片野裕史
- 音声：吉永哲也
- VE：白波考大
- 照明デザイン：紙透貴仁、森崎靖史、西野大介、大野遥平、小熊豊、野原健也、藤森華、熊倉歩
- 照明営業：佐藤博樹
- PA：須藤傑、水野愛里香
- LSM：中山隆
- 中継 ＜最上寺＞
  - TD：藤谷治男
  - SW：長尾康平
  - カメラ：中島佑馬
  - 音声：高橋敬
  - 照明：内山晶裕
  - VE：渋谷岳彦
  - PA：黒川英明
  - アートコーディネーター：石田博己
  - 回線：安藤悠人
  - コーディネーター：森川暢哉（三慶サービス）
  - 協力：浄土宗大本山最上寺
- 音楽コーディネート：大滝拓見
- 編成：長嶋大介
- 広報：北村桃子
- SNS：浅尾和寿
- ホームページ：城増美、渋沢恵
- テロップ送出：草崎祐一郎、紺野彩美
- 音響効果：中田圭三、髙橋玲南
- 編集：小島嘉隆
- MA：藤井啓介
- タイトルCG：古畑資展
- 編集CG：渡辺之雄
- 場内管理：坂井伸治
- TK：平野美紀子、髙木美紀、江野澤郁子
- デスク：富張明子
- 協力：ハーフトーンミュージック
- 美術協力：フジアール、チトセアート、ナカムラ綜美、エスケイシステム、テルミック、野沢園、京花園、東京特殊効果、山田かつら、東京TUBE
- 技術協力：fmt、共同テレビジョン、サンフォニックス、放映サービス、田中電設、共立、ニューテレス、ワンツー・ワンツー、ウエストワン、明光セレクト、SIS、レントアクト昭特、ピーシーライツ、4-Legs、デジデリック、MTプランニング、三穂電機
- 制作協力：E&W、デジタルスペック
- 衣装協力：Arobc
- 構成：山内浩嗣、大野ケイスケ
- 制作：太田一平
- エグゼクティブプロデューサー：石田弘
- 編集ディレクター：黒岩栄治、後藤悠樹、吉本裕亮
- 送出ディレクター：川上惇、太田秀司
- フロアディレクター：大野悟、松舘ちひろ、中村舞、萩原渓太郎、野原里奈、渡辺由貴、小野瀬瑞貴、小板航
- プロデューサー：浜崎綾、中村峰子、土田芳美、宇賀神裕子、後藤夏美、加藤万貴、福井倫子、岩田恵、早川和希
- 演出：島田和正、花輪研斗
- 総合演出：松永健太郎
- チーフプロデューサー：三浦淳
- 制作：フジテレビ編成制作局バラエティー制作センター
- 制作著作：フジテレビ